# Keeper of the Seven Keys, Pt. 1
Keeper Of The Seven Keys Part 1 (с англ. — «Хранитель семи ключей») — второй студийный альбом немецкой пауэр-метал-группы Helloween, вышедший 23 мая 1987 года на лейбле Noise Records. Это первый альбом коллектива с Михаэлем Киске на вокале (которому на момент записи было 18 лет), тем не менее, предыдущий вокалист Кай Хансен также принимал участие в записи, исполнив партии гитары и бэк-вокала.
Keeper Of The Seven Keys Part 1 считается одним из лучших альбомов группы. Журнал Metal Hammer включил пластинку в 200 лучших рок-альбомов всех времён, а канадский журналист Мартин Попофф поставил альбом на 89-ю позицию в своей книге «Топ-500 метал-альбомов всех времён».
Альбом считается одним из первых образцов пауэр-метала. Сайт Loudwire поставил Keeper Of The Seven Keys Part 1 на третье место в списке «25 лучших альбомов пауэр-метала всех времён».

## Список композиций
Слова и музыка всех песен — Кай Хансен, если не указано иное.
| №                   | Название                   | Автор(ы)            | Длительность |
| ------------------- | -------------------------- | ------------------- | ------------ |
| 1.                  | «Initiation»               |                     | 1:20         |
| 2.                  | «I'm Alive»                |                     | 3:22         |
| 3.                  | «A Little Time»            | Михаэль Киске       | 3:59         |
| 4.                  | «Twilight of the Gods»     |                     | 4:29         |
| 5.                  | «A Tale That Wasn't Right» | Михаэль Вайкат      | 4:42         |
| 6.                  | «Future World»             |                     | 4:02         |
| 7.                  | «Halloween»                |                     | 13:18        |
| 8.                  | «Follow the Sign»          | Хансен, Вайкат      | 1:46         |
| Общая длительность: | Общая длительность:        | Общая длительность: | 36:58        |

| №   | Название                                   | Автор(ы)        | Длительность |
| --- | ------------------------------------------ | --------------- | ------------ |
| 9.  | «Victim of Fate» (перезаписанная версия)   |                 | 7:00         |
| 10. | «Starlight» (ремикс)                       | Hansen, Weikath | 4:15         |
| 11. | «A Little Time» (альтернативная версия)    | Kiske           | 3:33         |
| 12. | «Halloween» (версия из музыкального видео) |                 | 5:02         |

## Участники записи
- Михаэль Киске — вокал
- Кай Хансен — бэк-вокал, гитара
- Михаэль Вайкат — гитара
- Маркус Гросскопф — бас-гитара
- Инго Швихтенберг — ударные

## Кавер-версии песен
- Итальянский гитарист Лука Турилли исполнил кавер-версию композиции «I’m Alive» в симфонической аранжировке.
- Итальянская пауэр-метал группа Labyrinth исполнила кавер на композицию «Future World», вошедшая в трибьют-дилогию Keepers of Jericho (2002).
- Метал-группа Infinity записала кавер-версию баллады «A Tale That Wasn’t Right» для трибьюта Keepers of Jericho.
- Аргентинская метал-группа Beto Vazquez Infinity исполнила кавер на песню «A Tale That Wasn’t Right».
- Шведская метал-группа Axenstar выпустила кавер на композицию «Twilight Of The Gods».